# Casandria similialis
Casandria similialis är en fjärilsart som beskrevs av Embrik Strand 1914. Casandria similialis ingår i släktet Casandria och familjen nattflyn. Inga underarter finns listade i Catalogue of Life.